# Eugène Loyer
Pour les articles homonymes, voir Loyer.
Eugène Émelie Loyer est un homme politique français né le 23 octobre 1807 à Versailles (Yvelines) et mort le 7 mars 1880 au Houlme (Seine-Maritime).

## Biographie
Fils d'un artisan, il devient docteur en droit et avocat à Rouen, avant de diriger une filature de coton. Juge au tribunal de commerce de Rouen, conseiller municipal de Rouen, il est député de la Seine-Maritime de 1848 à 1851, siégeant d'abord parmi les partisans du général Cavaignac, puis se ralliant au Second Empire, approuvant le coup d'État du 2 décembre 1851. Il est alors nommé maître des requêtes au Conseil d’État, puis conseiller d'État.

## Distinctions
- Officier de la Légion d'honneur (décret du 15 novembre 1865).